# Saturn Award für den besten Hauptdarsteller
Folgende Darsteller haben den Saturn Award für den besten Hauptdarsteller (in einem Film) gewonnen.
| Jahr | Preisträger            | Film                                        | Weitere Nominierungen |
| ---- | ---------------------- | ------------------------------------------- | --- |
| 1976 | Don Johnson James Caan | Der Junge und sein Hund Rollerball          | keine weiteren Nominierungen |
| 1977 | David Bowie            | Der Mann, der vom Himmel fiel               | keine weiteren Nominierungen |
| 1978 | George Burns           | Oh Gott …                                   | Richard Dreyfuss für Unheimliche Begegnung der dritten Art William Shatner für Mörderspinnen Harrison Ford für Krieg der Sterne Mark Hamill für Krieg der Sterne Michael York für Die Insel des Dr. Moreau |
| 1979 | Warren Beatty          | Der Himmel soll warten                      | Laurence Olivier für The Boys from Brazil Donald Sutherland für Die Körperfresser kommen Christopher Reeve für Superman Christopher Lee für The Wicker Man |
| 1980 | George Hamilton        | Liebe auf den ersten Biss                   | Christopher Lee für Arabian Adventure Frank Langella für Dracula William Shatner für Star Trek: Der Film Malcolm McDowell für Flucht in die Zukunft |
| 1981 | Mark Hamill            | Das Imperium schlägt zurück                 | Dennis Christopher für Fade to Black Kirk Douglas für Der letzte Countdown Alan Arkin für Simon der Außerirdische Christopher Reeve für Ein tödlicher Traum |
| 1982 | Harrison Ford          | Jäger des verlorenen Schatzes               | Donald Pleasence für Halloween II – Das Grauen kehrt zurück Sean Connery für Outland – Planet der Verdammten Christopher Reeve für Superman II – Allein gegen alle Albert Finney für Wolfen |
| 1983 | William Shatner        | Star Trek II: Der Zorn des Khan             | Christopher Reeve für Das Mörderspiel Henry Thomas für E.T. – Der Außerirdische Mel Gibson für Mad Max II – Der Vollstrecker Lee Horsley für Talon im Kampf gegen das Imperium |
| 1984 | Mark Hamill            | Die Rückkehr der Jedi-Ritter                | Roy Scheider für Das fliegende Auge Christopher Walken für Dead Zone Christopher Reeve für Superman III – Der stählerne Blitz Matthew Broderick für WarGames – Kriegsspiele |
| 1985 | Jeff Bridges           | Starman                                     | Harrison Ford für Indiana Jones und der Tempel des Todes George Burns für Oh Gott! Du Teufel William Shatner für Star Trek III: Auf der Suche nach Mr. Spock Arnold Schwarzenegger für Terminator |
| 1986 | Michael J. Fox         | Zurück in die Zukunft                       | Hume Cronyn für Cocoon Louis Gossett Jr. für Enemy Mine – Geliebter Feind Chris Sarandon für Die rabenschwarze Nacht – Fright Night James Karen für Verdammt, die Zombies kommen |
| 1987 | Jeff Goldblum          | Die Fliege                                  | Michael Biehn für Aliens – Die Rückkehr Anthony Perkins für Psycho III Leonard Nimoy für Star Trek IV: Zurück in die Gegenwart William Shatner für Star Trek IV: Zurück in die Gegenwart |
| 1988 | Jack Nicholson         | Die Hexen von Eastwick                      | Michael Nouri für The Hidden – Das unsagbar Böse Arnold Schwarzenegger für Predator Lance Henriksen für Das Halloween Monster Peter Weller für RoboCop Terry O’Quinn für The Stepfather |
| 1990 | Tom Hanks              | Big                                         | Hume Cronyn für Cocoon II – Die Rückkehr Jeremy Irons für Die Unzertrennlichen James Spader für The Ripper Bill Murray für Die Geister, die ich rief … Bob Hoskins für Falsches Spiel mit Roger Rabbit |
| 1991 | Jeff Daniels           | Arachnophobia                               | Ed Harris für Abyss – Abgrund des Todes Jack Nicholson für Batman Liam Neeson für Darkman Warren Beatty für Dick Tracy Patrick Swayze für Ghost – Nachricht von Sam Harrison Ford für Indiana Jones und der letzte Kreuzzug Axel Jodorowsky für Santa sangre Arnold Schwarzenegger für Die totale Erinnerung – Total Recall |
| 1992 | Anthony Hopkins        | Das Schweigen der Lämmer                    | Jeff Bridges für König der Fischer Robin Williams für König der Fischer James Caan für Misery Kevin Costner für Robin Hood – König der Diebe Arnold Schwarzenegger für Terminator 2 – Tag der Abrechnung |
| 1993 | Gary Oldman            | Bram Stoker’s Dracula                       | Raúl Juliá für Addams Family Bruce Willis für Der Tod steht ihr gut Chevy Chase für Jagd auf einen Unsichtbaren John Lithgow für Mein Bruder Kain Michael Gambon für Toys Robin Williams für Toys |
| 1994 | Robert Downey Jr.      | 4 himmlische Freunde                        | Robert Patrick für Fire in the Sky Bill Murray für Und täglich grüßt das Murmeltier Arnold Schwarzenegger für Last Action Hero Max von Sydow für Needful Things – In einer kleinen Stadt Christian Slater für True Romance Jeff Bridges für Spurlos                                                                         |
| 1995 | Martin Landau          | Ed Wood                                     | Tom Hanks für Forrest Gump Kenneth Branagh für Mary Shelley’s Frankenstein Tom Cruise für Interview mit einem Vampir Brad Pitt für Interview mit einem Vampir Arnold Schwarzenegger für True Lies – Wahre Lügen Jack Nicholson für Wolf – Das Tier im Manne                                                                 |
| 1996 | George Clooney         | From Dusk Till Dawn                         | Pierce Brosnan für James Bond 007 – GoldenEye Robin Williams für Jumanji Morgan Freeman für Sieben Ralph Fiennes für Strange Days Bruce Willis für 12 Monkeys |
| 1997 | Eddie Murphy           | Der verrückte Professor                     | Michael J. Fox für The Frighteners Jeff Goldblum für Independence Day Will Smith für Independence Day Patrick Stewart für Star Trek: Der erste Kontakt Bill Paxton für Twister |
| 1998 | Pierce Brosnan         | James Bond 007 – Der Morgen stirbt nie      | Al Pacino für Im Auftrag des Teufels Nicolas Cage für Im Körper des Feindes John Travolta für Im Körper des Feindes Will Smith für Men in Black Kevin Costner für Postman |
| 1999 | James Woods            | John Carpenters Vampire                     | Edward Norton für American History X Bruce Willis für Armageddon Anthony Hopkins für Rendezvous mit Joe Black Jim Carrey für Die Truman Show David Duchovny für Akte X – Der Film |
| 2000 | Tim Allen              | Galaxy Quest – Planlos durchs Weltall       | Keanu Reeves für Matrix Brendan Fraser für Die Mumie Bruce Willis für The Sixth Sense Johnny Depp für Sleepy Hollow Liam Neeson für Star Wars: Episode I – Die dunkle Bedrohung |
| 2001 | Hugh Jackman           | X-Men                                       | Arnold Schwarzenegger für The 6th Day Russell Crowe für Gladiator Jim Carrey für Der Grinch Clint Eastwood für Space Cowboys Chow Yun-Fat für Tiger and Dragon |
| 2002 | Tom Cruise             | Vanilla Sky                                 | Johnny Depp für From Hell Anthony Hopkins für Hannibal Kevin Spacey für K-PAX – Alles ist möglich Billy Bob Thornton für The Man Who Wasn’t There Guy Pearce für Memento |
| 2003 | Robin Williams         | One Hour Photo                              | Pierce Brosnan für James Bond 007 – Stirb an einem anderen Tag Viggo Mortensen für Der Herr der Ringe: Die zwei Türme Tom Cruise für Minority Report George Clooney für Solaris Tobey Maguire für Spider-Man |
| 2004 | Elijah Wood            | Der Herr der Ringe: Die Rückkehr des Königs | Albert Finney für Big Fish Tom Cruise für Last Samurai Viggo Mortensen für Der Herr der Ringe: Die Rückkehr des Königs Johnny Depp für Fluch der Karibik Crispin Glover für Willard |
| 2005 | Tobey Maguire          | Spider-Man 2                                | Matt Damon für Die Bourne Verschwörung Tom Cruise für Collateral Jim Carrey für Vergiss mein nicht! Johnny Depp für Wenn Träume fliegen lernen Christian Bale für The Machinist |
| 2006 | Christian Bale         | Batman Begins                               | Viggo Mortensen für A History of Violence Robert Downey Jr. für Kiss Kiss, Bang Bang Pierce Brosnan für Mord und Margaritas Hayden Christensen für Star Wars: Episode III – Die Rache der Sith Tom Cruise für Krieg der Welten                                                                                              |
| 2007 | Brandon Routh          | Superman Returns                            | Daniel Craig für James Bond 007 – Casino Royale Clive Owen für Children of Men Hugh Jackman für The Fountain Tom Cruise für Mission: Impossible III Will Ferrell für Schräger als Fiktion |
| 2008 | Will Smith             | I Am Legend                                 | John Cusack für Zimmer 1408 Gerard Butler für 300 Viggo Mortensen für Tödliche Versprechen – Eastern Promises Johnny Depp für Sweeney Todd – Der teuflische Barbier aus der Fleet Street Daniel Day-Lewis für There Will Be Blood                                                                                           |
| 2009 | Robert Downey Jr.      | Iron Man                                    | Christian Bale für The Dark Knight Tom Cruise für Operation Walküre – Das Stauffenberg-Attentat Harrison Ford für Indiana Jones und das Königreich des Kristallschädels Brad Pitt für Der seltsame Fall des Benjamin Button Will Smith für Hancock                                                                          |
| 2010 | Sam Worthington        | Avatar – Aufbruch nach Pandora              | Tobey Maguire für Brothers Sam Rockwell für Moon Robert Downey Jr. für Sherlock Holmes Denzel Washington für The Book of Eli Viggo Mortensen für The Road |
| 2011 | Jeff Bridges           | Tron: Legacy                                | Leonardo DiCaprio für Inception Leonardo DiCaprio für Shutter Island George Clooney für The American Robert Downey Jr. für Iron Man 2 Ryan Reynolds für Buried – Lebend begraben |
| 2012 | Michael Shannon        | Take Shelter – Ein Sturm zieht auf          | Ben Kingsley für Hugo Cabret Tom Cruise für Mission: Impossible – Phantom Protokoll Dominic Cooper für The Devil’s Double Chris Evans für Captain America: The First Avenger Antonio Banderas für Die Haut, in der ich wohne                                                                                                |
| 2013 | Matthew McConaughey    | Killer Joe                                  | Christian Bale für The Dark Knight Rises Daniel Craig für James Bond 007: Skyfall Martin Freeman für Der Hobbit: Eine unerwartete Reise Hugh Jackman für Les Misérables Joseph Gordon-Levitt für Looper |
| 2014 | Robert Downey Jr.      | Iron Man 3                                  | Oscar Isaac für Inside Llewyn Davis Simon Pegg für The World’s End Joaquin Phoenix für Her Brad Pitt für World War Z Ben Stiller für Das erstaunliche Leben des Walter Mitty |
| 2015 | Chris Pratt            | Guardians of the Galaxy                     | Tom Cruise für Edge of Tomorrow Chris Evans für The Return of the First Avenger Jake Gyllenhaal für Nightcrawler – Jede Nacht hat ihren Preis Michael Keaton für Birdman oder (Die unverhoffte Macht der Ahnungslosigkeit) Matthew McConaughey für Interstellar Dan Stevens für The Guest                                   |
| 2016 | Harrison Ford          | Star Wars: Das Erwachen der Macht           | John Boyega für Star Wars: Das Erwachen der Macht Matt Damon für Der Marsianer – Rettet Mark Watney Leonardo DiCaprio für The Revenant – Der Rückkehrer Taron Egerton für Kingsman: The Secret Service Domhnall Gleeson für Ex Machina Samuel L. Jackson für The Hateful Eight Paul Rudd für Ant-Man                        |
| 2017 | Ryan Reynolds          | Deadpool                                    | Benedict Cumberbatch für Doctor Strange Chris Evans für The First Avenger: Civil War Matthew McConaughey für Gold Chris Pine für Star Trek Beyond Chris Pratt für Passengers Mark Rylance für BFG – Big Friendly Giant |
| 2018 | Mark Hamill            | Star Wars: Die letzten Jedi                 | Chadwick Boseman für Black Panther Ryan Gosling für Blade Runner 2049 Hugh Jackman für Logan – The Wolverine Daniel Kaluuya für Get Out Andy Serkis für Planet der Affen: Survival Vince Vaughn für Brawl in Cell Block 99                                                                                                  |
| 2019 | Robert Downey Jr.      | Avengers: Endgame                           | Jeff Bridges für Bad Times at the El Royale Nicolas Cage für Mandy Tom Cruise für Mission: Impossible – Fallout Chris Evans für Avengers: Endgame Mel Gibson für Dragged Across Concrete Keanu Reeves für John Wick: Kapitel 3                                                                                              |
| 2021 | John David Washington  | Tenet                                       | Daniel Craig für Knives Out – Mord ist Familiensache Delroy Lindo für Da 5 Bloods Ewan McGregor für Doctor Sleeps Erwachen Gary Oldman für Mank Aaron Paul für El Camino: Ein „Breaking Bad“-Film Joaquin Phoenix für Joker                                                                                                 |
| 2022 | Tom Cruise             | Top Gun: Maverick                           | Timothée Chalamet für Dune Idris Elba für The Suicide Squad Tom Holland für Spider-Man: No Way Home Daniel Kaluuya für Nope Simu Liu für Shang-Chi and the Legend of the Ten Rings Robert Pattinson für The Batman |
| 2024 | Harrison Ford          | Indiana Jones und das Rad des Schicksals    | Ralph Fiennes für The Menu Ben Kingsley für A Great Place to Call Home Cillian Murphy für Oppenheimer Chris Pratt für Guardians of the Galaxy Vol. 3 Keanu Reeves für John Wick: Kapitel 4 Sam Worthington für Avatar: The Way of Water                                                                                     |
| 2025 | Nicolas Cage           | Dream Scenario                              | Tom Blyth für Die Tribute von Panem – The Ballad of Songbirds and Snakes Timothée Chalamet für Dune: Part Two David Dastmalchian für Late Night with the Devil Kyle Gallner für Strange Darling Michael Keaton für Beetlejuice Beetlejuice Ryan Reynolds für Deadpool & Wolverine                                           |